# 12 Heures de Sebring 1962
 (août 2022).
Navigation
Édition précédente Édition suivante
Les 12 Heures de Sebring 1962 sont la 11e édition de l'épreuve et la 3e manche du championnat du monde des voitures de sport 1962. Elles ont été remportées le 24 mars 1962 par la Ferrari 250 TRI no 23 de la Scuderia SSS Republica di Venezia pilotée par Joakim Bonnier et Lucien Bianchi.

## Circuit

Le Sebring International Raceway, cadre des 12 Heures de Sebring 1962.

Les 12 Heures de Sebring 1962 se déroulent sur le Sebring International Raceway situé en Floride. Il est composé de deux longues lignes droites, séparées par des courbes rapides ainsi que quelques chicanes. Le tracé actuel diffère de celui de l'époque. Ce tracé a un grand passé historique car il est utilisé pour des courses automobiles depuis 1950. Ce circuit est célèbre car il a accueilli la Formule 1.

## Résultats
Voici le classement au terme de la course.
- Les vainqueurs de chaque catégorie sont signalés par un fond jauni.

| 1            | S 3.0    | 23 | Scuderia SSS Republica di Venezia | Joakim Bonnier Lucien Bianchi                             | Ferrari 250TRI/61               | 206 |
| 2            | GT 3.0   | 23 | North American Racing Team        | Phil Hill Olivier Gendebien                               | Ferrari 250 GTO                 | 196 |
| 3            | S 1.6    | 59 | Porsche Imports                   | Bill Wuesthoff Frank Rand Bruce Jennings                  | Porsche 718 RS 60               | 195 |
| 4            | GT 3.0   | 25 | North American Racing Team        | Fabrizio Serena di Lapigio Sterling Hamill                | Ferrari 250 GT SWB              | 190 |
| 5            | S 3.0    | 21 | Briggs Cunningham                 | Bruce McLaren Roger Penske                                | Cooper T57 Monaco               | 190 |
| 6            | P 4.0    | 10 | Chaparral Cars Inc.               | Hap Sharp Ronnie Hissom Chuck Daigh                       | Chaparral 1                     | 189 |
| 7            | GT 1.6   | 48 | Porsche System Engineering        | Bob Holbert Dan Gurney                                    | Porsche 356B Carrera Abarth GTL | 188 |
| 8            | GT 3.0   | 28 | Scuderia Bear                     | Ed Hugus George Reed                                      | Ferrari 250 GT SWB EXP          | 187 |
| 9            | GT 1.6   | 49 | Porsche System Engineering        | Edgar Barth Paul-Ernst Strähle                            | Porsche 356B Carrera Abarth GTL | 182 |
| 10           | S 1.15   | 76 | Abarth Corse                      | Alfonso Thiele Jean Guichet                               | Fiat-Abarth 850S                | 180 |
| 11           | GT 1.3   | 63 | Durant-Swanson                    | Art Swanson Ross Durant Bob Richardson                    | Alfa Romeo Giulietta SV         | 178 |
| 12           | GT 1.3   | 60 | Scuderia Ambrosiana               | Massimo Leto di Priolo Carlo Facetti                      | Alfa Romeo Giulietta SV         | 178 |
| 13           | S 3.0    | 36 | North American Racing Team        | Canada Peter Ryan John Fulp                               | Ferrari Dino 248SP              | 176 |
| 14           | GT 4.0   | 14 | Briggs Cunningham                 | Briggs Cunningham John Fitch                              | Jaguar E-Type                   | 176 |
| 15           | GT 1.6   | 41 | Rootes Motors                     | Peter Procter Peter Harper                                | Sunbeam Alpine                  | 173 |
| 16           | GT 1.6   | 52 | Ecurie Safety Fast                | Jack Sears Andrew Hedges                                  | MGA                             | 172 |
| 17           | GT 1.6   | 51 | Ecurie Safety Fast                | Jim Parkinson Jack Flaherty                               | MGA                             | 171 |
| 18           | GT + 4.0 | 2  | Grady Davis                       | Duncan Black Malcolm Wyllie                               | Chevrolet Corvette              | 171 |
| 19           | GT + 4.0 | 1  | Grady Davis                       | Donald Yenko Ed Lowther                                   | Chevrolet Corvette              | 169 |
| 20           | GT 1.6   | 53 | Ecurie Safety Fast                | John Whitmore Modèle:ZAF-1961-d Bob Olthoff Frank Morrill | MGA                             | 169 |
| 21           | GT + 4.0 | 4  | Johnson Chevrolet                 | Delmo Johnson Dave Morgan                                 | Chevrolet Corvette              | 169 |
| 22           | GT 1.3   | 61 | Scuderia Ambrosiana               | Harry Theodoracopulos Giancarlo Sala                      | Alfa Romeo Giulietta SV         | 168 |
| 23           | S 850    | 79 | Automobili Osca                   | John Gordon John Bentley                                  | Osca S750                       | 167 |
| 24           | GT 1.6   | 83 | Brumos Porsche                    | Pat Corrigan Lin Coleman                                  | Porsche 356B 1600               | 165 |
| 25           | GT 1.6   | 55 | TVR Cars                          | Mark Donohue Jay Signore                                  | TVR Grantura                    | 163 |
| 26           | S 1.6    | 46 | Canada Eglinton Cal. Motors       | Canada Ludwig Heimrath Canada Jerry Palivka               | Porsche 718 RSK                 | 158 |
| 27           | S 850    | 80 | Fran-Am Racing Team               | Howard Hanna Richard Toland                               | DB HBR5                         | 158 |
| 28           | S 850    | 81 | Fran-Am Racing Team               | Frank Manley Tom Newcomer                                 | D.B HBR5                        | 157 |
| 29           | GT 1.3   | 68 | Duchess Auto                      | Newton Davis Peter Pulver                                 | Lotus Elite                     | 155 |
| 30           | GT 3.0   | 37 | George Waltmann                   | George Waltmann                                           | Triumph TR4                     | 154 |
| 31           | GT + 4.0 | 7  | Fuller Murry Race Cars            | Bill Fuller Harry Washburn                                | Chevrolet Corvette              | 153 |
| 32           | GT 1.6   | 43 | Rootes Motors                     | Joe Sheppard Tom Payne Lew Spencer                        | Sunbeam Alpine                  | 151 |
| 33           | GT 1.6   | 44 | Rootes Motors                     | Filippo Theodoli Freddie Barrette                         | Sunbeam Alpine                  | 150 |
| 34           | GT 1.6   | 44 | North American Racing Team        | Charlie Hayes Carl Haas Chuck Dietrich                    | Ferrari 250 GT SWB              | 147 |
| 35           | GT 2.0   | 39 | Alton Rodgers                     | Alton Rodgers James Bailey                                | Morgan Plus 4SS                 | 143 |
| 36           | P 4.0    | 9  | Holman Moody                      | Marvin Panch Jocko Maggiacomo                             | Ford Falcon Challenger          | 107 |
| 37           | GT 1.3   | 62 | Martini-Rossi Racing              | Paul Richards Charlie Kolb                                | Alfa Romeo Giulietta SZ         | 101 |
| Disqualifié  |          |    |                                   |                                                           |                                 |     |
| 38           | S 3.0    | 26 | North American Racing Team        | Innes Ireland Stirling Moss John Fulp Fernand Tavano      | Ferrari 250 TRI/61              | 128 |
| Abandons     |          |    |                                   |                                                           |                                 |     |
| 39           | S 3.0    | 35 | North American Racing Team        | Bob Grossman Alan Connell                                 | Ferrari Dino 246S               | 168 |
| 40           | GT + 4.0 | 5  | Don Campbell                      | Pat Pigott Jerry Grant                                    | Chevrolet Corvette              | 148 |
| 41           | P 4.0    | 11 | Chaparral Cars Inc.               | Jim Hall Chuck Daigh                                      | Chaparral 1                     | 127 |
| 42           | GT 3.0   | 22 | Scuderia SSS Republica di Venezia | Fernand Tavano Colin Davis                                | Ferrari 250 GT                  | 119 |
| 43           | S 1.15   | 73 | Elva Cars Ltd.                    | Art Tweedale Ben Warren Alan Ross                         | Elva Mk.VI                      | 114 |
| 44           | S 1.6    | 45 | Rennod Race Cars                  | Bob Donner Don Sesslar                                    | Porsche 718 RSK                 | 108 |
| 45           | S 3.0    | 34 | North American Racing Team        | Pedro Rodríguez Ricardo Rodríguez                         | Ferrari Dino 246SP              | 97  |
| 46           | GT 1.3   | 65 | Jake Kaplan                       | Charlie Rainville Walter Ballard                          | Alfa Romeo Giulietta SV         | 96  |
| 47           | S 1.15   | 72 | Donald Healey Motor Co.           | Steve McQueen John Colgate                                | Austin-Healey Sebring Sprite    | 71  |
| 48           | GT + 4.0 | 3  | Red Vogt                          | Johnny Allen George Robertson                             | Chevrolet Corvette              | 59  |
| 49           | GT 1.3   | 69 | Don Hulette                       | Don Hulette Burk Wiedner                                  | Lotus Elite                     | 59  |
| 50           | GT 1.6   | 56 | TVR Cars Ltd.                     | Ray Cuomo Fred Darling Jack Jacobs                        | TVR Grantura                    | 56  |
| 51           | GT 2.0   | 40 | Richard Kingham                   | Dave Kingham Bob Kingham                                  | AC Ace                          | 52  |
| 52           | GT 1.6   | 47 | Elva Cars Ltd.                    | Everett Smith Harold Whims                                | Elva Courier                    | 46  |
| 53           | S 3.0    | 33 | Enus Wilson                       | Enus Wilson Ernest Grimm                                  | Maserati Tipo 61                | 45  |
| 54           | S 3.0    | 20 | John Bunch                        | George Constantine Gaston Andrey                          | Ferrari 250TR59/60              | 40  |
| 55           | S 1.15   | 74 | Elva Cars Ltd.                    | Victor Merino Rafael Rosales                              | Elva Mk.VI                      | 37  |
| 56           | GT + 4.0 | 6  | Ronnie Kaplan                     | Rodger Ward Bob Johnson                                   | Chevrolet Corvette              | 34  |
| 57           | GT 1.6   | 58 | North American Racing Team        | Spencer Lichtie Robert Publicker                          | Osca 1600GT                     | 33  |
| 58           | S 3.0    | 32 | Briggs Cunningham                 | Walt Hansgen Dick Thompson                                | Maserati Tipo 64                | 30  |
| 59           | GT 1.6   | 42 | Rootes Motors                     | Ken Miles Lew Spencer                                     | Sunbeam Alpine                  | 25  |
| 60           | GT 1.6   | 54 | TVR Cars Ltd.                     | Peter Bolton (de) Mike Rothschild                         | TVR Grantura                    | 23  |
| 61           | P 4.0    | 15 | Scuderia Light Blue               | John Todd Webster Todd                                    | Warwick Special GT              | 20  |
| 62           | S 3.0    | 30 | Scuderia SSS Republica di Venezia | Nino Vaccarella Carlo-Maria Abate                         | Maserati Tipo 64                | 16  |
| 63           | S 1.15   | 75 | Oliver Schmidt                    | Kurt Gorstead Oliver Schmidt                              | De Tomaso                       | 16  |
| 64           | S 1.15   | 77 | North American Racing Team        | Denise McCluggage Allen Eager                             | Osca S1000                      | 10  |
| 65           | S 1.6    | 50 | Continental Motors                | Chuck Cassel David Lane                                   | Porsche 356B 1600               | 4   |
| Non-partants |          |    |                                   |                                                           |                                 |     |
| 66           | S 3.0    | 31 | Sorocaima                         | Guido Lollobrigita Pilade Ronchieri                       | Maserati 200SI                  |     |
| 67           | GT 3.0   | 38 | James Binford                     | James Binford Howard Cole                                 | Triumph TR4                     |     |
| 68           | GT 1.6   | 57 | Paul Lund                         | Paul Lund Jack Walsh                                      | Porsche 356B 1600               |     |
| 69           | GT 1.3   | 66 | Lotus                             | Tim Mayer Millard Ripley                                  | Lotus Elite                     |     |
| 70           | S 1.15   | 71 | Lotus                             | Sy Kaback Harvey Snow Tim Mayer                           | Lotus 23                        |     |
| 71           | S 850    | 78 | Merrimac Racing                   | Mac Knight Burrel Becanson                                | Osca S850                       |     |